# Karol Łepkowski
Karol Łepkowski, herbu Dąbrowa (ur. 1866, zm. 13 października 1928 w Zasławiu) – marszałek Rady powiatu sanockiego, właściciel dóbr.

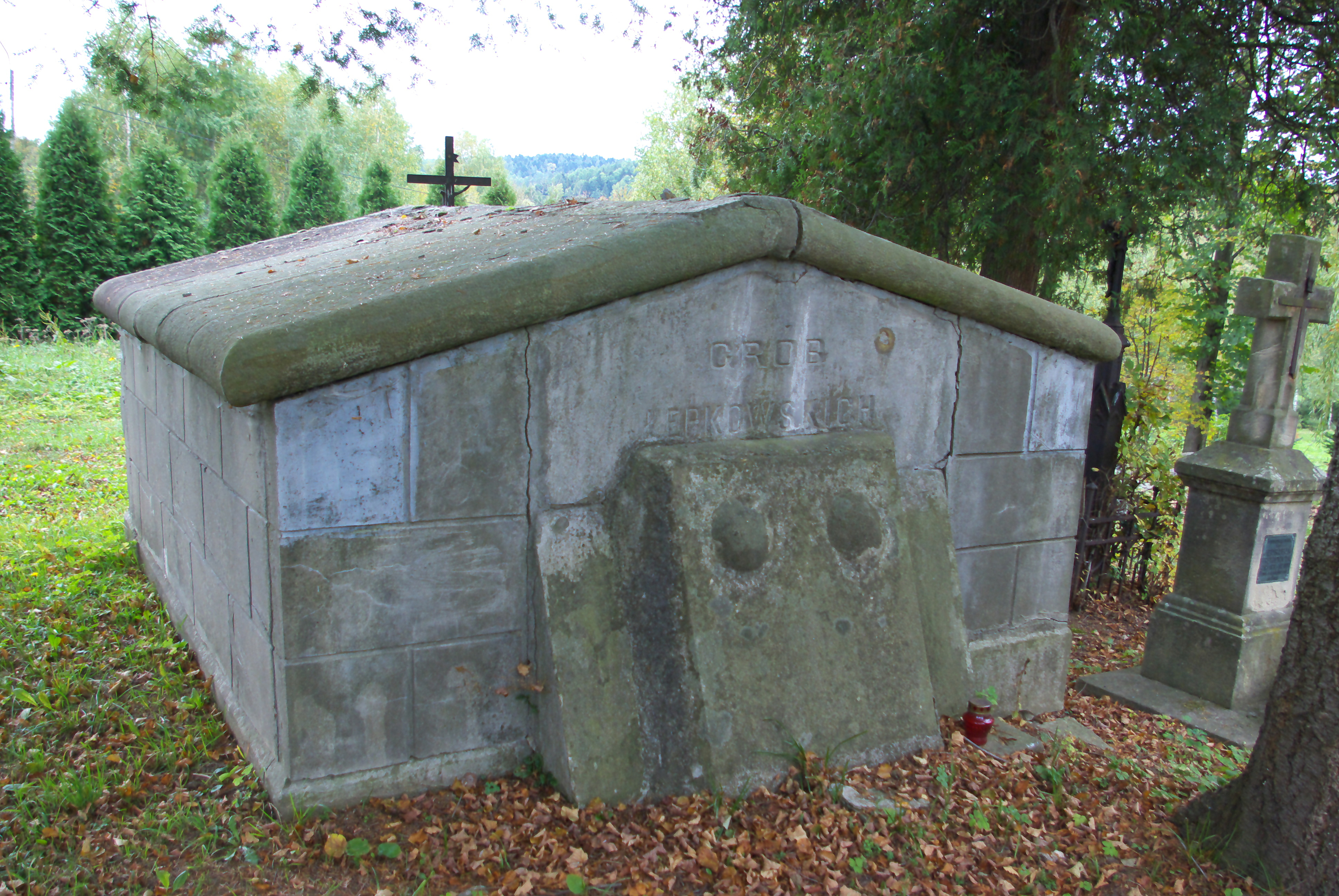
Grobowiec rodziny Łepkowskich na Starym Cmentarzu w Zagórzu

## Życiorys
Był synem Maksymiliana (1817-1893) i Eugenii z domu Wisłockiej (1835-1924). Jego rodzeństwem byli: Czesław, Maria (1860-1946), Włodzimierz, Grzegorz (1868-1908). Rodzina Łepkowskich posiadała obszary na terenie obecnego Zagórza, w tym Zasławie i Wielopole. Po śmierci Maksymiliana dobra Łepkowskich odziedziczyli jego synowie: na początku XX wieku Karol posiadał tereny w Zasławiu, a Grzegorz w Wielopolu (na początku XX wieku posiadał w Zasławiu obszar 234 ha).
W 1885 ukończył VIII klasę i zdał egzamin dojrzałości w C. K. III Gimnazjum w Krakowie (w jego klasie byli m.in. brat Grzegorz, Adam Bal, Stanisław Szeptycki, Stanisław Wróblewski). Ukończył studia prawnicze. 9 maja 1895 został wpisany na listę adwokatów we Lwowie. 30 kwietnia 1906 został wybrany członkiem rady zawiadowczej Towarzystwa Zaliczkowego w Sanoku. 27 maja 1904 został członkiem zarządu Powiatowych Kółek Rolniczych w Sanoku. W grudniu 1896 został członkiem Rady c. k. powiatu sanockiego, wybrany z grupy większych posiadłości i pełnił mandat sprawując funkcję zastępcy członka wydziału (1897), następnie członka wydziału (od około 1898, 1899, 1900, 1901, 1902, 1903), ponownie wybrany w 1903 z grupy większych posiadłości, pełnił funkcję członka wydziału (1903, 1904, 1905, 1906). Po śmierci Włodzimierza Truskolaskiego został wybrany 14 marca 1906 jego następcą na stanowisku prezesa (marszałka) wydziału powiatowego i sprawował ten urząd, także po kolejnych wyborach od 1907, w kolejnych wyborach do rady w 1912 został wybrany ponownie z grupy większych posiadłości, jednak nie kandydował już na stanowisko prezesa (marszałka) wydziału powiatowego, zostając tylko członkiem wydziału. 
Od około 1904 był zastępcą prezesa oraz zastępcą delegata wydziału okręgowego w Sanoku Galicyjskiego Towarzystwa Kredytowego Ziemskiego z siedzibą we Lwowie. Na przełomie lipca i sierpnia 1911 został prezesem rady nadzorczej Domu Handlowo-Przemysłowego w Sanoku. Jego nazwisko zostało umieszczone w drzewcu sztandaru sanockiego gniazda Polskiego Towarzystwa Gimnastycznego „Sokół”, na jednym z 125 gwoździ upamiętniających członków. Był członkiem Towarzystwa Upiększania Miasta Sanoka. Przed 1914 był członkiem i radnym oddziału sanockiego C. K. Galicyjskiego Towarzystwa Gospodarskiego. W 1921, 1923, 1924 był powoływany na liście znawców z zawodu gospodarstwa wiejskiego dla oszacowania przedmiotów i gruntów, mogących ulec wywłaszczeniu dla kolei żelaznej oraz do wyznaczenia wynagrodzeń za wywłaszczenie praw wodnych.
W Zasławiu założył szkołę. W Wielopolu prowadził młyn turbinowo-walcowy. W 1912 założył cegielnię kręgową w Zasławiu. Po I wojnie światowej rozpoczął tam tworzenie fabryki papieru (celulozy), jednak spółka ostatecznie upadła. 
Był żonaty Gabrielą Darowską z Iskrzyni (1877-1939) i bezdzietny. 
Do końca życia posiadał dobra w Zasławiu. Zmarł tamże 13 października 1928 i pochowany w grobowcu rodzinnym na Starym Cmentarzu w Zagórzu po mszy pogrzebowej w tamtejszym kościele 16 października 1928.
Jego majątek odziedziczyła bratanica, Olga Łepkowska-Sulimirska, żona Tadeusza Sulimirskiego, odziedziczona przez żonę Gabrielę po śmierci Karola.